# ساباناگرانده (آتلانتیکو)
ساباناگرانده (آتلانتیکو) (به اسپانیایی: Sabanagrande, Atlántico) یک سکونتگاه مسکونی در کلمبیا است که در بخش آتلانتیکو واقع شده‌است.